# Plateau Sigma
Plateau Sigma ist eine 2010 gegründete Metal-Band.

## Geschichte
Nachdem Manuel Vicaris vorheriges Dark-Wave-Projekt seine Bandaktivität beendet hatte, begann er, orientiert am britischen Death Doom der 1990er Jahre, Musik zu schreiben. Die Band Plateau Sigma entstand aus der Kooperation von Vicari und Nino Zuppardo an den von Vicari verfassten Kompositionen, nachdem dieser Zuppardo das bestehende Material vorgestellt hatte. Im Anschluss an die Entscheidung eine Band auf Basis dieses Materials zu formieren, zogen sie weitere Musiker hinzu. Nach einer Findungsphase, in der insbesondere die Position des Bassisten vakant war, kristallisierte sich mit Francesco Genduso als Gitarristen und gutturalen Sänger, Manuel Vicari als Gitarristen und Sänger, Nino Zuppardo als Schlagzeuger und Maurizio Avena als Bassisten die ein stabiles Bandgefüge heraus. Gemeinsam nahmen die Musiker mit White Wings of Nightmares ihr 2010 veröffentlichtes Demo auf. Zeitgleich begann Plateau Sigma mit ersten Auftritte. Im Jahr 2013 wurde das, von unterschiedlichen Webzines positiv rezensierte Demo, über Beyond… Productions wiederveröffentlicht. Giovanni Indorato von Beyond… Productions kontaktierte die Band und schloss mit der Gruppe 2013 einen Vertrag über die Wiederveröffentlichung des Demos und ein Album ab. The True Shape of Eskatos erschien dann im Jahr 2014 über Beyond… Productions und erfuhr ebenfalls positive Kritik, diese ging bereits über die Grenze Italiens hinaus. So nannte Christian Wögerbauer das Album für Vampster „ein beachtliches Debütalbum“. Im gleichen Jahr bestritt die Band eine Osteuropa-Tournee mit der Post-Metal-Band (EchO). Während die Band 2015 mit Auftritten fortfuhr, begannen die Musiker den Schreibprozess zum zweiten Studioalbum. Roberto Mammarella von Avantgarde Music bot Plateau Sigma in dieser Zeit einen Vertrag über die Veröffentlichung des im September 2015 in den Studios der Igloo Audio Factory aufgenommenen Albums Rituals an. Das sich mit der römischen Mythologie befassende Konzeptalbum erschien im März 2016. Das über Avantgarde Music veröffentlichte Album wurde lobend rezensiert. Um das Album zu bewerben, tourte die Band im gleichen Jahr durch Italien und trat im Vorprogramm von Gruppen wie Novembre und Ahab auf. Gegen Ende des Jahres 2019 folgte mit Symbols – The Sleeping Harmony of the World Below ein weiteres, erneut über Avantgarde Music veröffentlichtes, und weitreichend positiv rezipiertes Studioalbum.

## Stil
Der von Plateau Sigma gespielte Stil gilt als eigenständiger Crossover aus Dark Wave und Death Doom dessen musikalische Breite Elemente des Progressive Rock und des Alternative aufgreift und der in seiner Gesamtheit zwischen Gothic Metal, Melodic Death Doom und Funeral Doom steht. Zum Vergleich wird auf Gruppen wie Anathema und Paradise Lost verwiesen. Diese Interpreten werden ebenso wie Vertreter des Funeral Doom, Dark Wave, des Post-, des Death- und des Black-Metal von der Band als Einflüsse benannt. Dem Webzine Doom-Metal.com zur Folge wechselt die Musik „zwischen einem langsamen und schweren“ jedoch Raum einnehmenden Klang und temporeichen energiegeladenen Passagen.
Laut einer für Crossfire Metal verfassten Rezension erzeugt die Band „melodische und tiefe Doomsounds, die durch abwechselnde Growls und Cleangesang niemals zu finster werden. Es erhalten dunkle Riffs Unterstützung von halligen, klaren und tiefen Leads, zeitweise kommen noch Synthies dazu.“ Das Schlagzeugspiel bleibt trotz des langsamen Grundtempos dynamisch bis in die Nutzung einer „Doublebassrhythmik“.

## Diskografie
- 2012: White Wings of Nightmares (Demo, Selbstverlag, 2013 über Beyond… Productions wiederveröffentlicht)
- 2014: The True Shape of Eskatos (Album, Beyond… Productions)
- 2016: Rituals (Album, Avantgarde Music)
- 2019: Symbols – The Sleeping Harmony of the World Below (Album, Avantgarde Music)